# Distrito electoral de Nenzel (condado de Cherry, Nebraska)
Nenzel (en inglés: Nenzel Precinct) es un distrito electoral ubicado en el condado de Cherry en el estado estadounidense de Nebraska. En el Censo de 2010 tenía una población de 46 habitantes y una densidad poblacional de 0,2 personas por km².

## Geografía
Nenzel se encuentra ubicado en las coordenadas 42°53′50″N 101°3′50″O / 42.89722, -101.06389. Según la Oficina del Censo de los Estados Unidos, Nenzel tiene una superficie total de 224.97 km², de la cual 224.12 km² corresponden a tierra firme y (0.38%) 0.85 km² es agua.

## Demografía
Según el censo de 2010, había 46 personas residiendo en Nenzel. La densidad de población era de 0,2 hab./km². De los 46 habitantes, Nenzel estaba compuesto por el 86.96% blancos, el 0% eran afroamericanos, el 10.87% eran amerindios, el 0% eran asiáticos, el 0% eran isleños del Pacífico, el 0% eran de otras razas y el 2.17% pertenecían a dos o más razas. Del total de la población el 0% eran hispanos o latinos de cualquier raza.